# Rouvroy (Aisne)
Rouvroy ist eine französische Gemeinde mit 507 Einwohnern (Stand 1. Januar 2022) im Département Aisne in der Region Hauts-de-France (vor 2016 Picardie). Sie gehört zum Arrondissement Saint-Quentin, zum Kanton Saint-Quentin-2 und zum Gemeindeverband Saint-Quentinois.

## Lage
Die Gemeinde Rouvroy liegt an der oberen Somme am gegenüberliegenden Flussufer der Stadt Saint-Quentin. Nachbargemeinden von Rouvroy sind Morcourt im Norden, Homblières im Osten, Harly im Süden sowie Saint-Quentin im Südwesten und Westen.

## Bevölkerungsentwicklung
| Jahr                       | 1962 | 1968 | 1975 | 1982 | 1990 | 1999 | 2006 | 2016 | 2022 |
| -------------------------- | ---- | ---- | ---- | ---- | ---- | ---- | ---- | ---- | ---- |
| Einwohner                  | 329  | 316  | 400  | 510  | 464  | 425  | 381  | 513  | 507  |
| Quellen: Cassini und INSEE |      |      |      |      |      |      |      |      |      |

## Sehenswürdigkeiten
- Kirche Saint-Martin, rekonstruiert nach dem Ersten Weltkrieg

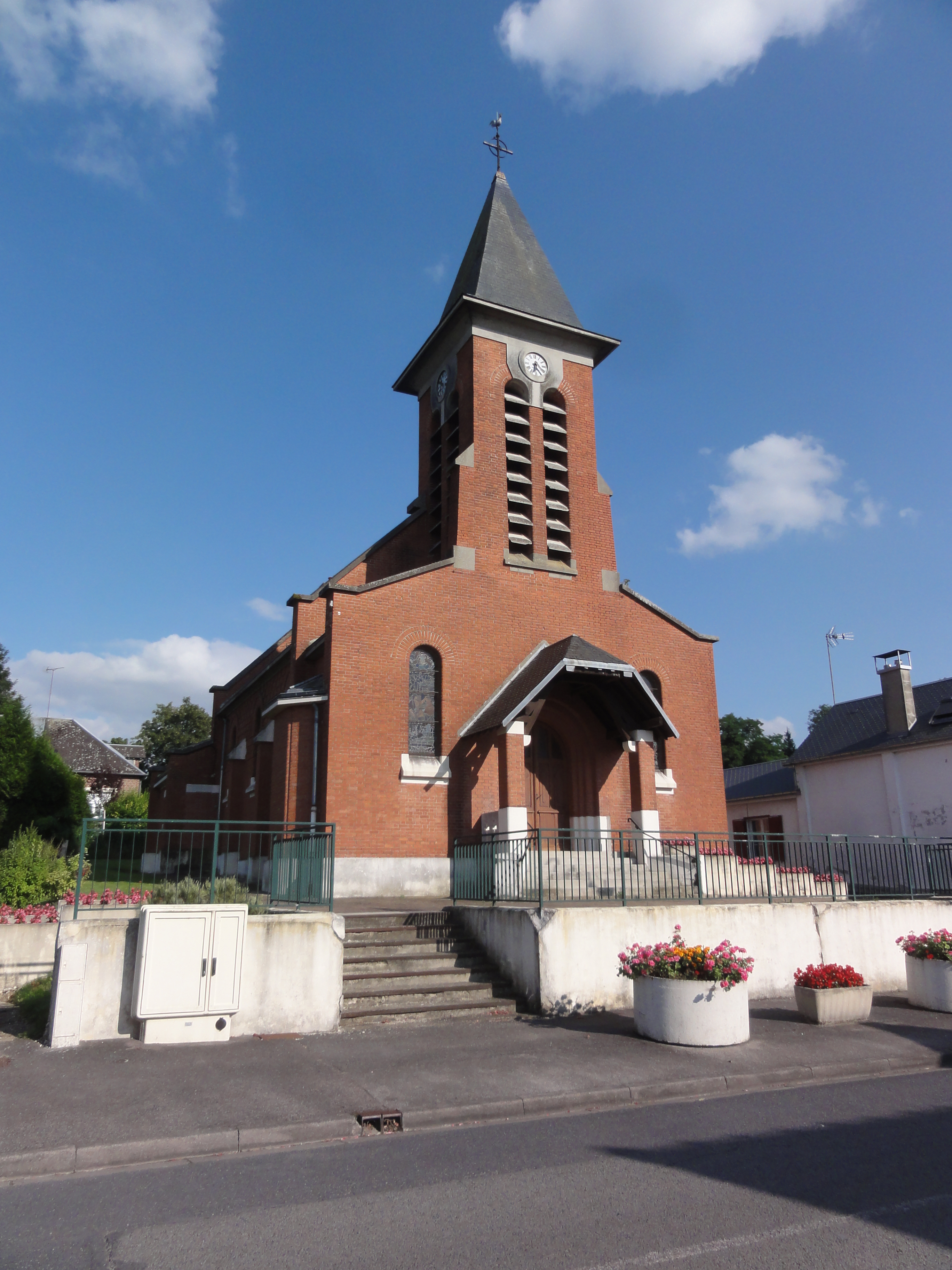
Kirche Saint-Martin
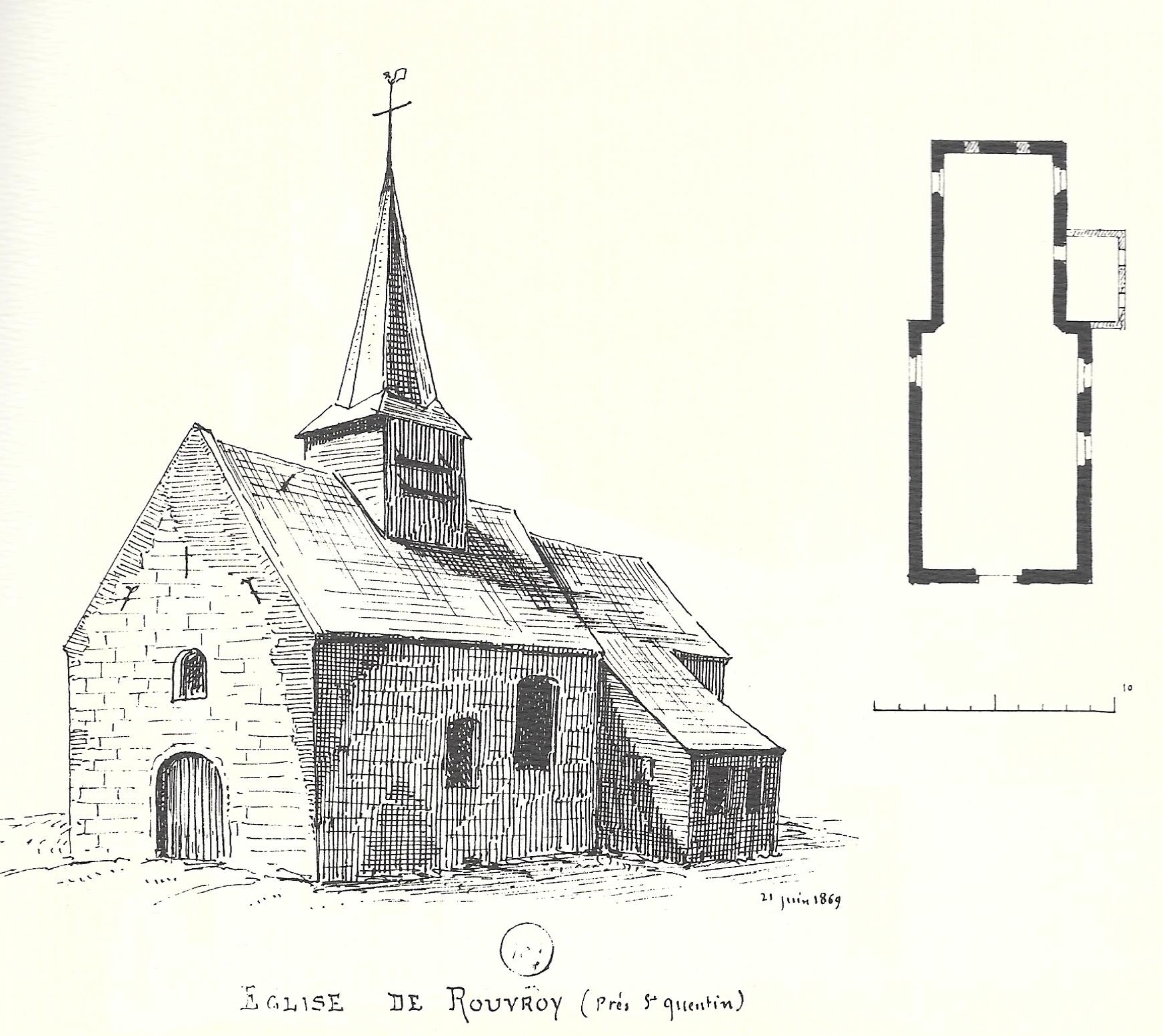
Kirche von Rouvroy nach Plänen von Joachim Malézieux (1869)
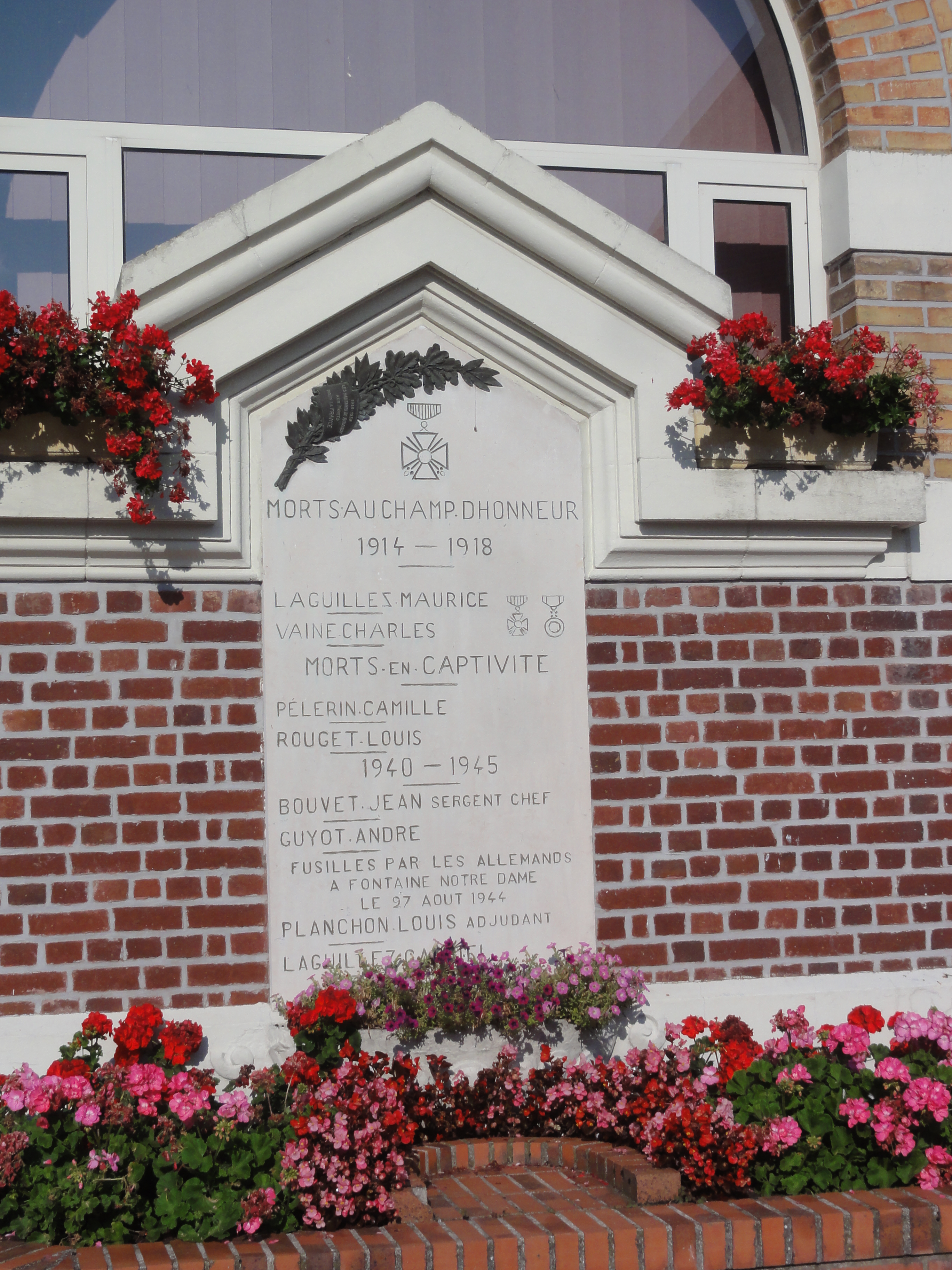
Gefallenendenkmal